# Walberto Allende
Walberto Enrique Allende (San Juan, 9 de junio de 1955) es un político argentino del Partido Justicialista, que se desempeña como diputado nacional por la provincia de San Juan desde 2017, siendo reelegido en 2021.

## Biografía
Nació en junio de 1955 en la ciudad de San Juan. Comenzó su carrera política en el municipio de Nueve de Julio (San Juan), donde se desempeñó como trabajador administrativo. Luego, fue concejal de 1995 a 1999. Durante la gobernación de José Luis Gioja, se desempeñó como director de emergencia social en el Ministerio de Desarrollo Humano provincial. Entre 2011 y 2015 fue intendente de Nueve de Julio. En 2015, tras la elección de Sergio Uñac como gobernador de San Juan, Allende fue designado ministro de Desarrollo Humano de la provincia.
En las elecciones legislativas de 2017, fue candidato a diputado nacional por la provincia de San Juan, encabezando la lista del "Frente Todos", seguido por Sandra Daniela Castro. Con el 53,68% de los votos, la lista recibió suficientes votos para que tanto Allende como Castro fueran elegidos. Originalmente formó parte del bloque parlamentario Argentina Federal. Después de las elecciones generales de 2019, se unió al Frente de Todos (FDT) junto con la mayoría de los demás legisladores del Partido Justicialista.
Se postuló para la reelección en las elecciones legislativas de 2021. Fue el primer candidato en la lista del FDT, seguido de Fabiola Aubone. Con el 43,58% de los votos, la lista recibió los votos suficientes para que ambos fueran elegidos.
Como diputado nacional, ha integrando las comisiones de Prevención de Adicciones y Control del Narcotráfico; de Población y Desarrollo Humano; de Finanzas; de Familia, Niñez y Juventudes; de Defensa del Consumidor, del Usuario y de la Competencia; de Minería; y de Comercio (las dos últimas como secretario). Votó en contra de los dos proyectos de ley de Interrupción Voluntaria del Embarazo debatidos por el Congreso argentino en 2018 y 2020.

## Labor parlamentaria
Durante la presidencia de Milei votó a favor de la polémica Ley de Bases defendiendo el RIGI  considerando que "esta apertura que ha hecho el Gobierno Nacional a la actividad minera, a nosotros regionalmente nos viene bien".